# Francis Egerton (8e comte de Bridgewater)
Francis Henry Egerton, 8e et dernier comte de Bridgewater (11 novembre 1756 – 1er février 1829), connu en tant que l'hon. Francis Egerton jusqu'en 1823, est un noble excentrique, théologien naturel et pair britannique.

## Biographie

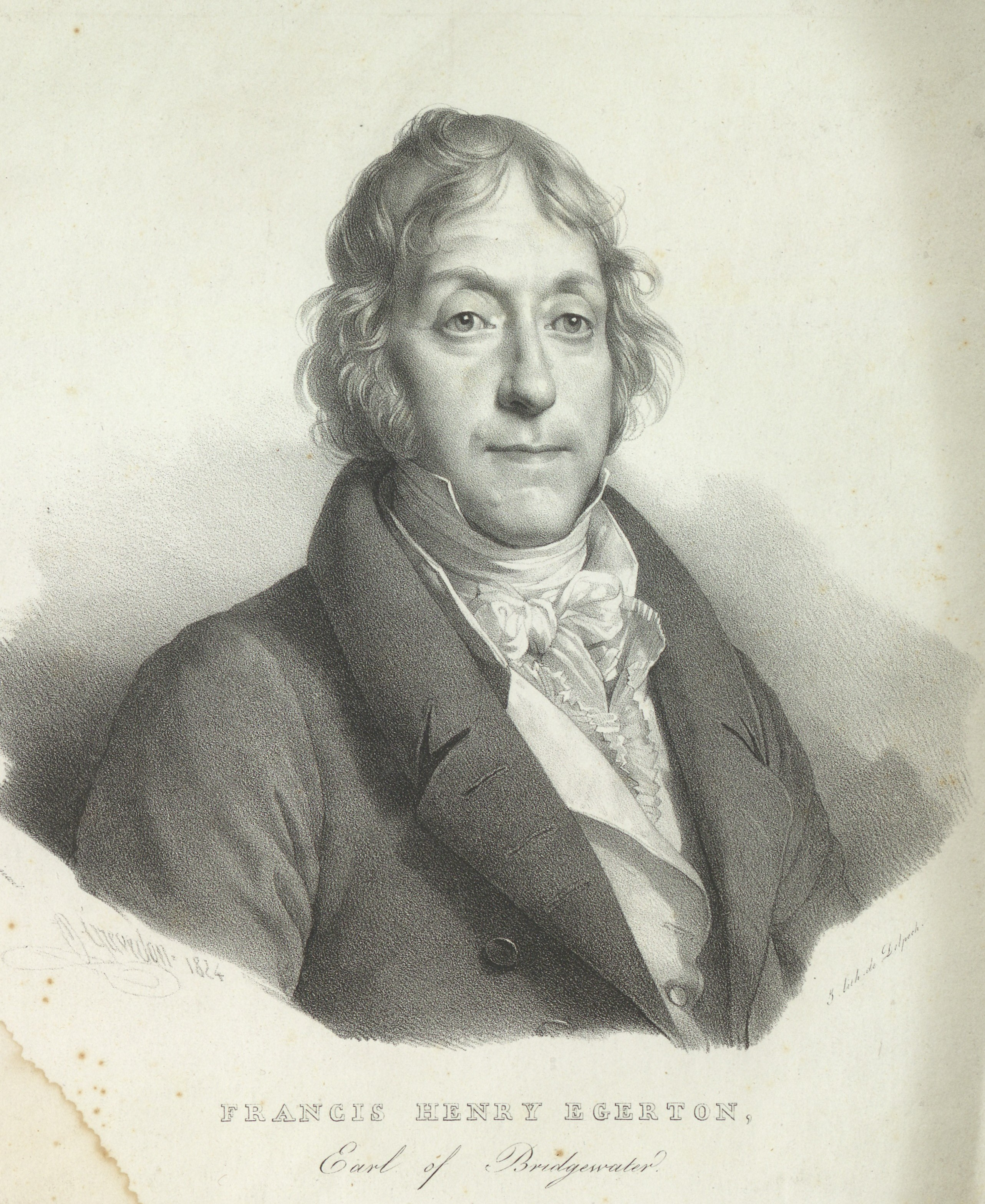
Francis Henry Egerton, 1824

Fils de John Egerton, prince-évêque de Durham, il succède en 1823 aux titres familiaux au mort de son frère aîné, le 7e comte de Bridgewater.
Egerton fait ses études à Christ Church, Oxford. Ordonné en 1777, il assume une prébende de Durham en 1780, avant de succéder aux deux bénéfices familiales dans le Shropshire.
Anglo-catholique émigré après être devenu chapelain de Saint-Jean en France, il achète en 1815 au duc de Noailles le Grand Hôtel de Noailles, rue Saint-Honoré à Paris  et y habite jusqu'en sa mort en 1829. Lors de la vente de l'Hôtel par ses héritiers la Ville de Paris a déjà annoncé son intention de percer deux nouvelles voies à cet emplacement. Les acquéreurs vont rapidement démolir les bâtiments et lotir les jardins pour y implanter de nouveaux immeubles en particulier sur la nouvelle rue d'Alger 
En Angleterre, il est fellow d'All Souls, de la Royal Society (FRS) et de la Society of Antiquaries (FSA)

## Héritage
Le comte lègue par testament à la Société royale de Londres une somme de 8 000 livres sterling pour être distribuée entre plusieurs auteurs qui se chargeraient de rédiger des ouvrages ayant pour but de démontrer la puissance et la sagesse de Dieu. Cette fondation fait naître notamment des ouvrages composés par John Herschel, William Buckland, Charles Bell, Thomas Chalmers, William Whewell, connus sous le nom de « Traités de Bridgewater ».